# Паспорт громадянина УНР
Паспорт громадянина УНР — документ, що видавався громадянам УНР для ідентифікації особи та здійснення поїздок за кордон. Паспорт був офіційним документом, що засвідчував особу й громадянство, а також службове становище особи. У часи Української революції були одержання паспорту регулювалося правилами оформлення й видачі. Продовження терміну дії, заміна, внесення змін у паспорт осіб, які виїхали за кордон, проводилась дипломатичними представництвами й консульськими установами. Однак право на виїзд за кордон отримували лише ті громадяни, які отримали відповідний дозвіл (візу). Закордонний паспорт був доказом громадянства особи та її права на консульське обслуговування й захист з боку Української Народної Республіки. Отримати паспорт міг лише громадянин УНР.

## Типи паспортів
Українські закордонні паспорти поділялися на дипломатичні і звичайні закордонні паспорти.
Дипломатичні паспорти видавали «виключно дипломатичним членам заступництв Республіки і їх родинам, а також особам, котрі виїжджають закордон з дипломатичними дорученнями».  Дипломатичний паспорт за часів республіки видавали на необмежений час і його створення не обкладалося податком. Звичайні закордонні паспорти отримували всі інші громадяни УНР, які здійснювали поїздки до інших держав. У часи Української революції дипломатичні паспорти видавалися міністерством закордонних справ УНР, а звичайні закордонні паспорти — міністерством внутрішніх справ УНР. За кордоном цю роль здійснювали українські дипломатичні представництва або консульські установи УНР і ЗУНР.
Як правило, на дипломатичному паспорті ставили підписи міністр закордонних справ і директор департаменту чужоземних зносин (відносин). Але були випадки, які з дипломатичним паспортом Михайла Грушевського, виданим у 1919 року, під яким підписалися посол УНР у Відні та перший секретар посольства УНР у Відні. Звичайний закордонний паспорт громадянина УНР підписувався міністром внутрішніх справ і начальником канцелярії МВС або директором адміністраційного департаменту МВС і начальником відділу.

## Зовнішній вигляд

### УНР

#### Звичайні паспорти

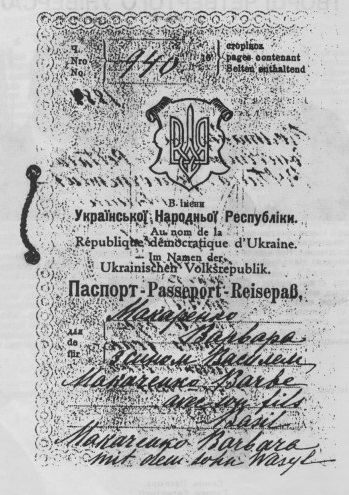
Паспорт громадянки УНР Макаренко Варвари

Звичайні закордонні паспорти УНР були кількох видів: паспорт на 24 сторінки, на 16 сторінок, на 4 сторінки.
Перший паспорт УНР мав вигляд книжечки на 24 сторінки. Обгортки у нього були різних кольорів: синя, сіра, фіолетова. Сторінки мали жовтий колір, у середині кожної була рамка із зеленуватим тлом усередині, на якому був розміщений тризуб. Записи у паспортах представлені або двома мовами: українською, французькою, або трьома, включаючи німецьку. У паспорті наводилися дані про власника: ім'я та прізвище, місце і дата народження, рід діяльності, опис постаті, волосся, очей, обличчя, особливих прикмет. Інколи вписувалася належність до певної релігії. Крім того, міститься фото та власний підпис.
Наприклад, паспорт на 24 сторінки належав Євгену Архипенку. Записи у ньому зроблено двома мовами: українською і французькою. У графі занять написано: «міністр». За відомостями у документі, відомо, що Євген Архипенко мав середній зріст, темне волосся, видовжене обличчя. Виданий документ було 15 листопада 1920 року у м. Тарнові. Паспорт видавався на один або на два роки.
Інший паспорт УНР мав 16 сторінок. Даний тип документу є найбільш розповсюдженим та найкраще збереженим варіантом паспорту. Він містив відмінності у вигляді від попереднього. Зовні мав обкладинку жовтуватого кольору із синьою рамкою і жовтим тлом, усередині якого на білому колі знаходиться синій тризуб, обведений жовтим кольором. Внутрішні сторінки — блакитного кольору і на кожній розміщено по центру тризуб. Паспорти заповнювалися трьома мовами: українською, французькою, німецькою. Крім даних про власника, у документі могла вказуватися інформація про дружину, дітей, батьків. Як правило, видавали паспорт на 6 місяців, але продовжували і на довший період — до 2-х років.
Однак за часів УНР видавали також паспорти на 4 сторінки. Були чорно-білі, без кольорового надруку, на жовтому папері форматом А4. Дані про власника, окрім української, дублювались французькою мовою. Як правило, паспорт видавався на 6 місяців. Великий інтерес представляє паспорт, що видавався українськими місіями за кордоном. Він мав формат А4 на 4 сторінки і складався у 4 рази, бо мав великий розмір і був незручним для зберігання у розгорнутому вигляді.

#### Дипломатичні паспорти

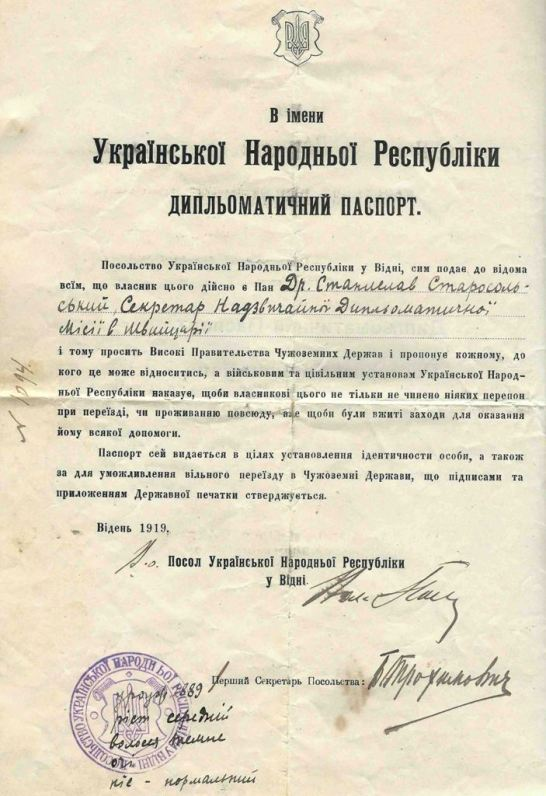
Дипломатичний паспорт Станіслава Старосольського — старшого секретаря Дипломатичної Місії Української Народної Республіки в Швейцарії. 1919 рік.

Зазвичай дипломатичні паспорти УНР складалися з 4 сторінок. Написи робилися 2 мовами: українською і французькою. На першій сторінці розміщений тризуб і було написано: «Українська Народна Республіка» та «дипломатичний паспорт». Далі стояв номер, дата і місто видачі дипломатичного паспорту. На другій сторінці документу було розташовано дві колонки — одна українською, а інша — французькою. Зверху був напис: «Українська народна республіка», а під ним: «міністерство закордонних справ». Далі йшла назва: «дипльоматичний паспорт». Після неї було написано, що уряд УНР ставить до відома усіх, що власником документу є особа (вказувалося ім'я, прізвище та посада) і тому просить кожного, кого це може стосуватися, нечиненити його власникові ніяких перепон при переїзді чи проживанню і вжити заходи для виявлення йому усілякої допомоги. На наступній сторінці паспорт містив фото та підпис власника, посвідчений директором департаменту. На останній сторінці проставлялися візи. Часто в документах вказані також особисті риси особи  –  характеристика постаті, волосся, обличчя, очей, особливих прикмет.
У архівних документах зустрічаються дипломатичні паспорти на одну сторінку. Там вказується номер паспорту, дата видачі, посада, та вміщено фотографію власника. Зберігаються в архівах також дипломатичні паспорти, повністю написані від руки. Згідно з наказом міністра закордонних справ, відомо, що при звільненні з посади ні один член чи урядовець представництва не міг залишити у себе на руках дипломатичний паспорт, а повинен був передатий його посольству чи Місії для пересилки в міністерство. Взамін дипломатичного паспорту посольство чи місія видавала звичайний паспорт. Особа могла мати лише 1 дипломатичний паспорт. При виявленні другого, один із них відбирався.

### ЗУНР

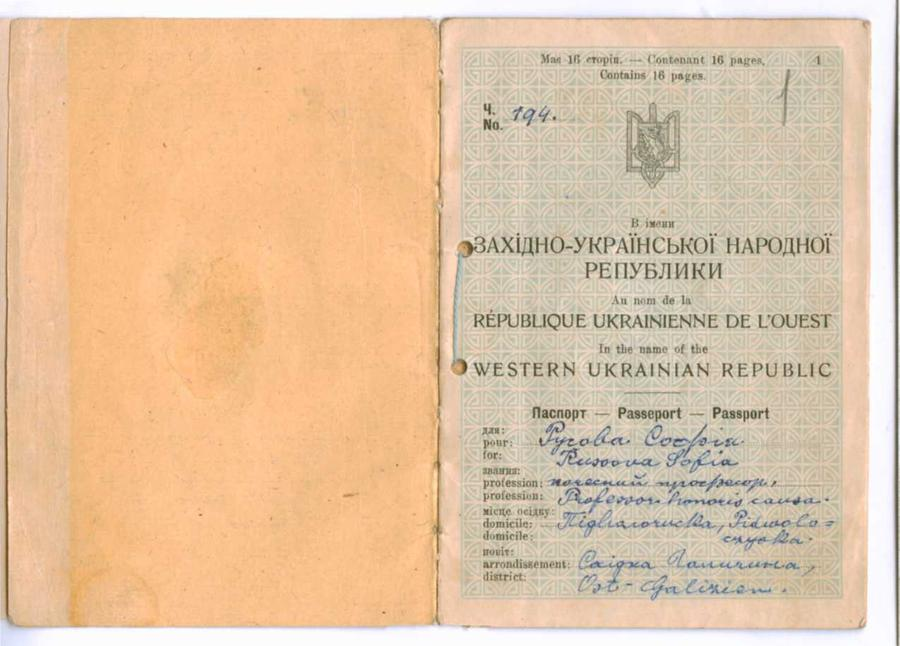
Паспорт громадянинки ЗУНР Софії Русової

Після утворенням Західноукраїнської народної республіки на території країни також було затверджено паспорт. У ньому було 16 сторінок і записи були зроблені трьома мовами: українською, французькою та англійською. Від паспорту УНР він відрізнявся тим, що на фоні тризуба було зображення лева у короні, який піднімається нагору. Паспорт містить номер, дані про особу: рід діяльності, місце проживання, опис власника паспорту: рік і місце народження, опис статури, лиця, волосся, очей, уст, носу, особливі відзнаки. Паспорт видавався на строк 6 місяців. У ньому вказувалися члени родини, їх звання, місце народження, вік, заняття, статура, обличчя, волосся, очі. Також у паспорті було фото власника і його власний підпис. Згідно з розпорядженням від 16 лютого 1919 року, для виїзду за межі держави цивільними особами потрібен паспорт, виданий Державним Секретаріатом закордонних справ. Письмове подання про паспорт з точним означенням цілі подорожі і території, яку відвідують, вноситься через повітовий комісаріат, що надсилає його до Державного Секретаріату закордонних справ. Як зазначається у документі, до подання треба залучити: посвідку тотожності особи, затверджену громадським урядом і виставлену місцевою або найближчою військовою владою, разом з описом особи (ім'я, прізвище і посада, стан, місце і рік народження, місце постійного проживання, зріст, волосся, ніс, очі, уста та особливі знаки); фотографію, підтверджену на звороті громадським урядом; штемпель у сумі 35 крон — 5 кроняк штемпель до подання, а 30 кроняк штемпельн у таксу до паспорту. За посвідку потрібно заплатити в громадському уряді 2 крони. Щодо громадського уряду, то в місцевостях, які є осідком державного повітового комісаріату, виставляє посвідки управитель повітового комісаріату, який може до цієї справи делегувати місцевий громадський уряд (магістрат). Для отримання паспорту УНР слід було надати такі ж документи. Оплату закордонних паспортів на 27 серпня 1919 р. було збільшено (порівняно із тією, що була за Української Держави Гетьмана П. Скоропадського): за заготовчу вартість паспортної книжки — до 50 гривень. За виданий паспорт– до 350 гривень.  Відомо, що паспорт можна було продовжити, отримати новий, якщо термін його закінчився, або отримати дублікат у випадку його втрати.

## Законодавча база
З 1917 по 1921 на території України вперше розпочався етап створення інституту громадянства. Підтвердженням цього є прийняття ряду законів в період Українських визвольних змагань.
29 грудня 1917 року, як зазначає Олександр Копиленко, датується перша згадка в офіційних документах про громадянство Української Народної Республіки (УНР), коли Міністерство внутрішніх справ УНР розіслало губернським і повітовим комісарам повідомлення, що справи «про прийняття в підданство УНР» розглядатимуться після того, як буде ухвалено відповідний закон.

### УНР
2 березня 1918 року в Українській Народній Республіці було видано Закон «Про громадянство Української Народної Республіки», відповідно до якого громадянином УНР ставала кожна особа, яка народилася в Україні й була зв'язана з нею постійним місцем перебування і яка отримає про це грамоту від уряду УНР. Уряд міг надати громадянство також особам, ненародженим в Україні, після трирічного їх перебування в УНР. Подвійного громадянства в УНР недопускалося.
4 березня 1918 року було прийнято закон «Про реєстрацію громадянства Української Народної Республіки». Згідно з ним, усі питання про надання громадянства УНР належали до компетенції Міністерства внутрішніх справ. Належність до громадянства УНР мала реєструватися волосними і міськими управами протягом одного місяця з дня проголошення. У актах і книгах мали фіксуватись як надання громадянства, такі його позбавлення. Для одержання свідоцтва про громадянство УНР потрібно було протягом трьох місяців (до травня 1918 р.) урочисто присягнути на вірність Україні. Той з її мешканців, хто не хотів бути громадянином УНР, повинен був у такий же термін подати про це заяву за місцем перебування відповідному комісарові із зазначенням, до громадян якої держави він належатиме (бажаючі відмовитися від громадянства УНР також подавали про це заяву).
Текст урочистої присяги (збережена оригінальна орфографія):
|                                                                                                | Я /им'я й призвище/, яко громадянин Української Народньої Республики щиро і добровільно заявляю своїм словом, честю і добрим именем прирекаю, що нестиму щиро, твердо і неухітно всі обовязкі громадянина, підтримуватиму Державу Українську всіма силами і засобами, коритимуся її законам, оборонятиму її від ворогів і підтримуватиму добрий лад, порядок, свободу, рівність і справедливість. |
| — витяг з закону «Про реєстрацію громадянства Української Народної Республіки», 4 березня 1918 | |

### Українська держава
За гетьманату Павла Скоропадського, 2 липня 1918 р. було прийнято Закон «Про громадянство Української Держави». Згідно з положенням документу, громадянами ставали усі піддані Російської імперії, які перебували в Україні та бажали прийняти українське громадянство. За набуття громадянства іншої держави вводилося покарання та видворення з країни. Також для отримання паспорту потрібно було скласти присягу.

### ЗУНР
За часів Західноукраїнської Народної Республіки 8 квітня 1919 року також був прийнятий Закон «Про право громадянства Західної області УНР і правовий статус чужоземців». Згідно з ним, громадянином ставала кожна особа, яка в час оголошення закону мала приналежність до однієї з громад ЗОУНР. Особи, які не бажали прийняти громадянство ЗОУНР, мали до 20 травня 1919 скласти про це заяву і вважалися чужинцями.

### Директорія УНР
Під час керування Директорії було прийнято ряд законів, пов'язаних із громадянством. Спочатку була спроба прийняти «Закон про громадянство Ради Народних Міністрів УНР» у листопаді 1919 р., але й досі неповністю зрозуміло, чи він діяв. У серпні 1920 з Тарнова Державна канцелярія та Департамент законодавчих справ повідомив, що законопроект про громадянство, складений у листопаді минулого року (тобто 1919) «під час евакуації уряду був захований з рештою законів в м. Любарі, де і зараз знаходиться». Ба більше, 20 вересня 1920 р. з Тарнова у листі Міністерства внутрішніх справ до Української дипломатичної місії в Речі Посполитій Польській було роз'яснено, що закон про громадянство від 2 липня 1918 р. не скасований і ним належить керуватися.
Однак, після еміграції уряду УНР 15 листопада 1921 року через зміну умов існування української державності було прийнято закон «Про громадянство Української Народної Республіки». Закон був прийнятий у Тарнівський період перебування УНР. У ньому були збережені незмінними норми про визначення громадянства УНР як державноправної належності людини до Української Народної Республіки, що надає їй права та обов'язки українського громадянина. Закон визнавав громадянами УНР «всіх підданців бувшої Російської Держави, всякої національності, віри та статі, які не набули прав іншого громадянства, та на день 9 / 22 січня 1918 року стали перебувати на терені України або народились на Україні чи походять з України або належали чи мали право належати до одного з колишніх станів у межах України». Однак закон змінив правила набуття українського громадянства. Такими підставами вважалися: а) народження від українських громадян; б) шлюб чужинця з українським громадянином; в) усиновлення українським громадянином чужинця до сімнадцяти років; г) натуралізація. Були внесені також деякі зміни і щодо звільнення від громадянства УНР.

## Галерея
Приклад незаповненого паспорта УНР на 16 стрінок.

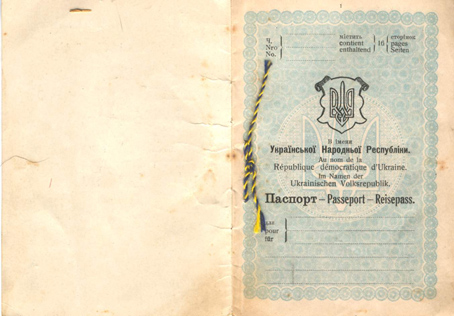
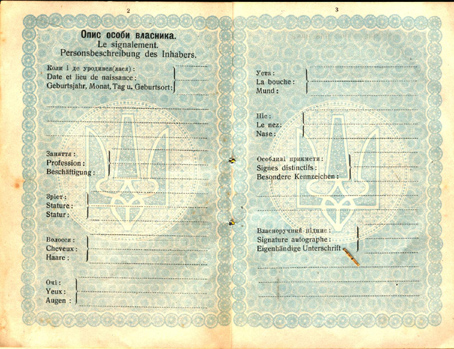
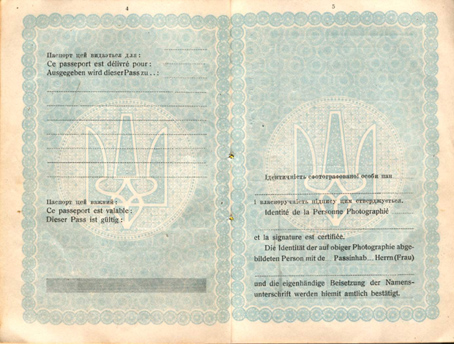
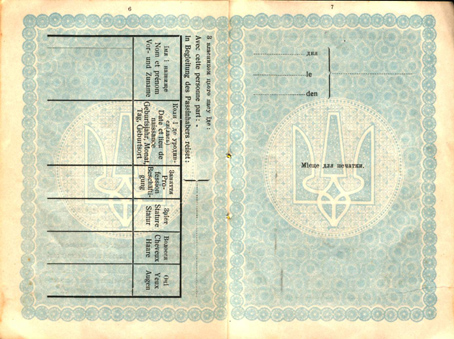
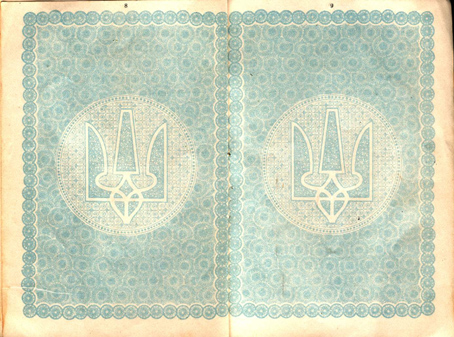
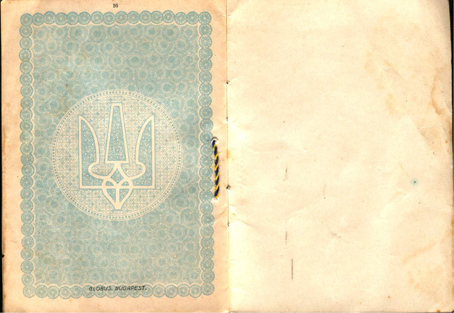